# گوگل ویدئو
گوگل ویدئو (به انگلیسی: Google Video) یک سرویس اشتراک ویدئو بود. این سرویس امکان فروش ویدئوها را هم فراهم می‌کرد. این سرویس در ۲۵ ژانویه ۲۰۰۵ ایجاد شد و در اواخر سال ۲۰۰۹ به فعالیت خود پایان داد. علت این کار هم‌پوشانی سرویس با یوتیوب و صرفه‌جویی در فضای سرورها بود.
گوگل با داشتن برنامه خرید شرکت یوتیوب دیگر تمایلی به ادامه دادن گوگل ویدیو نداشت. درآمد گوگل از یوتیوب هر هفته به انداره کل پول خرید شرکت یوتیوب است.

## شیوه پخش کردن ویدئوها
از دو راه امکان پخش کردن ویدئوها در این سرویس گوگل فراهم شده بود. امکان اول استفاده از وبسایت و دیگری نرم‌افزار گوگل ویدئو بود. فرمتی که ویدئوها در آن ذخیره شده‌ بودند جی‌وی‌آی نام داشت.

## گنجایش گوگل ویدئو
گوگل ویدئو اکنون تنها ۲٬۵۰۰٬۰۰۰ ویدئوی آپلود شده دارد. این در مقایسه با یوتوب و دیگر سیستم‌های اشتراک‌گذاری ویدئو بسیار ناچیز است.
روزانه تیلیارد ها ثانیه ویدیو روی یوتیوب آپلود می شود.

## محلی شدن گوگل ویدئو
در آغاز گوگل ویدئو و امکاناتش (مانند بارگذاری و...) تنها در آمریکا قابل دسترسی بود و از دیگر کشورها تنها می‌شد، در سایت به جستجو پرداخت؛ سپس گوگل ویدئو در کشورهای برزیل، فرانسه، بریتانیا، آلمان، ایتالیا، چین، ژاپن، استرالیا، کانادا، لهستان، اسپانیا، آرژانتین و روسیه، به زبان‌های رسمی و محلی این کشورها قابل دسترسی شد.